# Belmácio Pousa Godinho
Belmácio Pousa de Toledo Godinho (Piracicaba, 27 de maio de 1892 — Ribeirão Preto, 21 de fevereiro de 1980) foi um importante futebolista, músico e comerciante paulista, que nasceu em Piracicaba, mas destacou-se na cidade de Ribeirão Preto.

## História

### As origens, nascimento e infância
Nascido no dia 27 de maio de 1892 na cidade de Piracicaba, interior do estado de São Paulo, era o segundo entre nove irmãos, que vinham de um pai espanhol, Severino Pousa Fernandes, que trabalhava como pedreiro, e uma mãe portuguesa, Maria Pousa Godinho, que trabalhava como costureira.
Ganhou sua primeira flauta de uma tia, quando ainda era criança, e aprendeu suas primeiras melodias com um dos irmãos.
Formou-se professor primário, na Escola Normal de Piracicaba, em 1914. Mas, apesar de sua formação, destacou-se na juventude como jogador de futebol. Belmácio era ponta-direita ou atacante, e jogava muito bem.
Ganhou sua primeira flauta profissional de um amigo chamado Patápio Silva, que trouxe o instrumento da Itália.

### Um jovém futebolista
Em 1913, a família de Belmácio comandava o Esporte Clube Vergueirense, um time de futebol amador da cidade de Piracicaba. No dia 15 de novembro do mesmo ano, sua família concretizou a fusão do EC Vergueirense com outro time amador da cidade, o 12 de Outubro, comandado por outra tradicional família piracicabana, os Guerrini. Está fusão deu origem ao Esporte Clube XV de Novembro, que ficaria conhecido como XV de Piracicaba.
Em 1917, deixou Piracicaba com destino a Ribeirão Preto, onde foi dar aulas no Segundo Grupo Escolar de Ribeirão Preto e na Escola Reunidas de Bonfim Paulista.
Em 14 de julho de 1917, Belmácio foi contratado para integrar a equipe de futebol do Commercial Football Club (atual Comercial FC), de Ribeirão Preto.
Quando chegou em Ribeirão Preto, no dia 14 de julho de 1917, além de ser recebido pela diretoria do Commercial, também foi saudado pela Sociedade Legião Brazileira (um grupo filantrópico da alta sociedade ribeirão-pretana, cujo nome escrevia-se desta maneira), onde pôde, na ocasião da festa, tocar algumas músicas de própria autoria.
Como jogador do Commercial, Belmácio foi vice-campeão do Campeonato Paulista - Divisão do Interior da APEA, em 1919, além de fazer parte do elenco comercialino que fez uma histórica excursão ao norte e nordeste brasileiro, em abril de 1920, conquistando o título de "Leão do Norte" para o Commercial.

### A carreira de comerciante e músico
Além da profissão de jogador de futebol exerceu outras atividades, como comerciante e músico.
Casou-se em Ribeirão Preto com Tanina Crisci Innechi, uma moça de boa família que conheceu dentro da Sociedade Legião Brazileira.
Fundou em 1919 uma loja de artigos e instrumentos musicais, chamada A Musical, que por mais de 60 anos funcionou na Rua General Osório, no centro de Ribeirão Preto.
Foi seresteiro, tocou em festas litúrgicas, companhias de revistas e óperas, festas escolares e na "Orchestra Lozano", também teve suas pequenas orquestras que tocavam em bailes de formatura, reuniões cívicas, atividades artísticas e cinemas, quando os filmes ainda eram mudos.
Começou a editar suas composições provavelmente depois de 1910, e em 1916 suas partituras já eram anunciadas em jornal. A revista carioca O Malho publicou muitas delas.
Presenteou muitos fregueses com suas composições, de melodias simples e fácil memorização. Compôs músicas sertanejas, Jingle para propaganda, polcas, mazurcas, choros, dobrados, valsas, fox-trots, scottiches, enfim, o que era popular na época.
Benedito Gomes da Costa, professor de língua portuguesa piracicabano, foi letrista da maioria das suas músicas.
Muitas de suas composições foram gravadas por Alberto Calçada e seu Conjunto, sucessos como: Supremo Adeus, Ilusão que Morre, Suspiros e Lágrimas, Mar de Rosas, Jamais Voltarei, Ideal Desfeito e Dor Secreta.
Theodorico Soares gravou: Saudades do Meu Velho Braz e Dor Secreta, acompanhado pelo conjunto Poly.
A canção O Mulatinho (maxixe) tornou-se conhecida internacionalmente pelas gravações de Gaó e sua Orquestra Brasileira nos EUA e Roberto Inglez e Sua Orquestra, na Inglaterra. Gravaram-na,  também, Dalva de Oliveira, Alberto Semprini, pianista italiano, Hebe Camargo, cantora de MPB e Dante Santoro e seu conjunto. Roberto Inglez orquestrou O Mulatinho e veio a Ribeirão Preto conhecer Belmácio, que lhe ofereceu muitas outras partituras. Outros intérpretes: Jayme Costa, Os Garridos, Batesta Jr., Jazz-Band Moderno, Os Oito Batutas, Vicente Celestino e Orchestra Andreozzi (Cine Odeon do RJ).
Belmácio também compôs a música do hino do Comercial FC, que mais tarde recebeu a letra feita por Daniel Amaral de Abreu.
Belmácio conseguiu, em 1924, ser na região de Ribeirão Preto, representante e importador exclusivo dos pianos alemães da marca Niendörf, e devido ao seu sucesso nas vendas, ganhou da fábrica um piano de presente, onde a marca foi substituída pelo seu próprio nome, gravado a ouro.

### Presidente do Comercial
Assumiu pela primeira vez a presidência do Comercial FC em 1955, quando substituiu o titular Oscar de Moura Lacerda, porém, ficou no cargo menos de um ano. Voltou ao cargo em 1957, onde ficou até 1958, levando o clube ao título do Campeonato Paulista da Segunda Divisão (em 1958), título esse, que fez com que fosse concretizada a ideia de construir um novo estádio para o Leão do Norte, porém, devido alguns impasses e problemas financeiros, o estádio só acabou sendo construído entre 1961 e 1964, e ganhou o nome de Estádio Dr. Francisco de Palma Travassos.

### Falecimento e heranças
Belmácio era Católico, e muito devoto de Santo Expedito, protetor dos desportistas.
Veio a falecer em 1980, mas deixou uma herança incalculável para música paulista.
Sua família ainda mantém a loja de pianos fundada por Belmácio, a Belmácio Pianos, localizada na Avenida Independência, em Ribeirão Preto.

## Principais Obras

### O Mulatinho - o maior sucesso
O Mulatinho foi o maior sucesso popular composto por Belmácio. Essa música, um maxixe, tornou-se internacionalmente conhecida graças as gravações de Gaó e sua Orquestra Brasileira nos EUA, nos EUA, e Roberto Inglez e Sua Orquestra, na Inglaterra. Dalva de Oliveira, o pianista italiano Alberto Semprini, a Rainha da TV Brasileira Hebe Camargo, então cantora de MPB, e Dante Santoro e seu Conjunto, também gravaram a música.

### Hino do Comercial FC
O Hino do Comercial FC foi uma música que Belmácio compôs em homenagem ao Comercial FC, e foi originalmente batizada de Hymno do Commercial F.C.. A canção foi executada pela primeira vez em 6 de junho de 1920 no Jardim Público de Ribeirão Preto, pela Banda Independente, sob regência do Maestro José Delfino Machado. Mais tarde a música receberia uma letra de Daniel Amaral de Abreu, mas, desde 1920 é o Hino oficial do Comercial.

### Outros sucessos
Outros sucessos de Belmácio que foram gravados:
- Supremo Adeus: gravada por Alberto Calçada e Seu Conjunto
- Ilusão que Morre: gravada por Alberto Calçada e Seu Conjunto
- Suspiros e Lágrimas: gravada por Alberto Calçada e Seu Conjunto
- Mar de Rosas: gravada por Alberto Calçada e Seu Conjunto
- Jamais Voltarei: gravada por Alberto Calçada e Seu Conjunto
- Ideal Desfeito: gravada por Alberto Calçada e Seu Conjunto
- Dor Secreta: gravada por Alberto Calçada e Seu Conjunto, Theodorico Soares e o Conjunto Poly.
- Saudades do Meu Velho Braz: gravada por Theodorico Soares e o Conjunto Poly.